# 长征三号乙运载火箭
長征三號乙运载火箭是在長征三號甲和長征二號捆火箭的基礎上研製的大型三級液體捆綁火箭，芯級基本上與長征三號甲火箭相同，助推器及其捆綁結構則基本與長征二號捆火箭相同，表现为在长征三号甲的第一级火箭周围捆绑了4个与长征二号捆相同的液体火箭助推器並增長第二级火箭。
长征三号系列中的“长征三号乙”火箭是中国目前发射高轨道卫星的主力运载火箭。本型号的增強型火箭的地球同步轨道运载能力提高到5500公斤，使中国的运载火箭进入了世界大型火箭的行列。
长三乙火箭的主要任務是發射地球同步轉移軌道的重型衛星和進行輕型衛星的一箭多星的發射。發射價格約為7千萬美元。1998年8月，该火箭成功将重达3770公斤的亚洲功率最大的通信卫星菲律宾马部海一号通信卫星送入预定轨道，并在此后承担了众多国内国际的通信卫星发射任务。

## 技術諸元

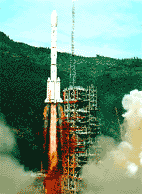
长征三号乙改进Ⅱ型

长征三号乙火箭除使用4000F型整流罩的长征三号乙标准型（已停产）外，还衍生了长征三号乙改一型、长征三号乙改二型、长征三号乙改三型、长征三号乙/远征一号火箭和长征三号改五型，其中后4者属于增强型火箭。增强型与标准型相比，芯一级加长1.488米、助推器加长0.768米、推进剂质量增加近20吨，此外还改变了整流罩尺寸等，从而扩展了运载能力和任务适应能力。长征三号乙改一型使用直径3.7米的3700Z加长型双星整流罩，长征三号乙改二型使用直径4米的4000F型整流罩，长征三号乙改三型使用直径4.2米的4200F型整流罩，长征三号乙/远征一号使用4200Z型整流罩，长征三号乙改五型则在长征三号乙/远征一号火箭基础上将整流罩加长了900毫米。
- 全長：54.835米（增强型56.326米）
- 離地質量：425.8吨（增强型458.97吨）

- 地球同步軌道：5.1吨（改進Ⅱ型5.5吨）
- 推力：604.387吨
- 第一節燃料：四氧化二氮+偏二甲肼
- 第二節燃料：四氧化二氮+偏二甲肼
- 第三節燃料：液態氧+液態氫

## 历史
长征三号乙火箭的研发始于1986年，其目标是在长征系列火箭的基础上提高其地球同步轨道的运载能力，以满足日益增长的国际卫星发射市场的需求——尤其是大功率通信卫星的发射。

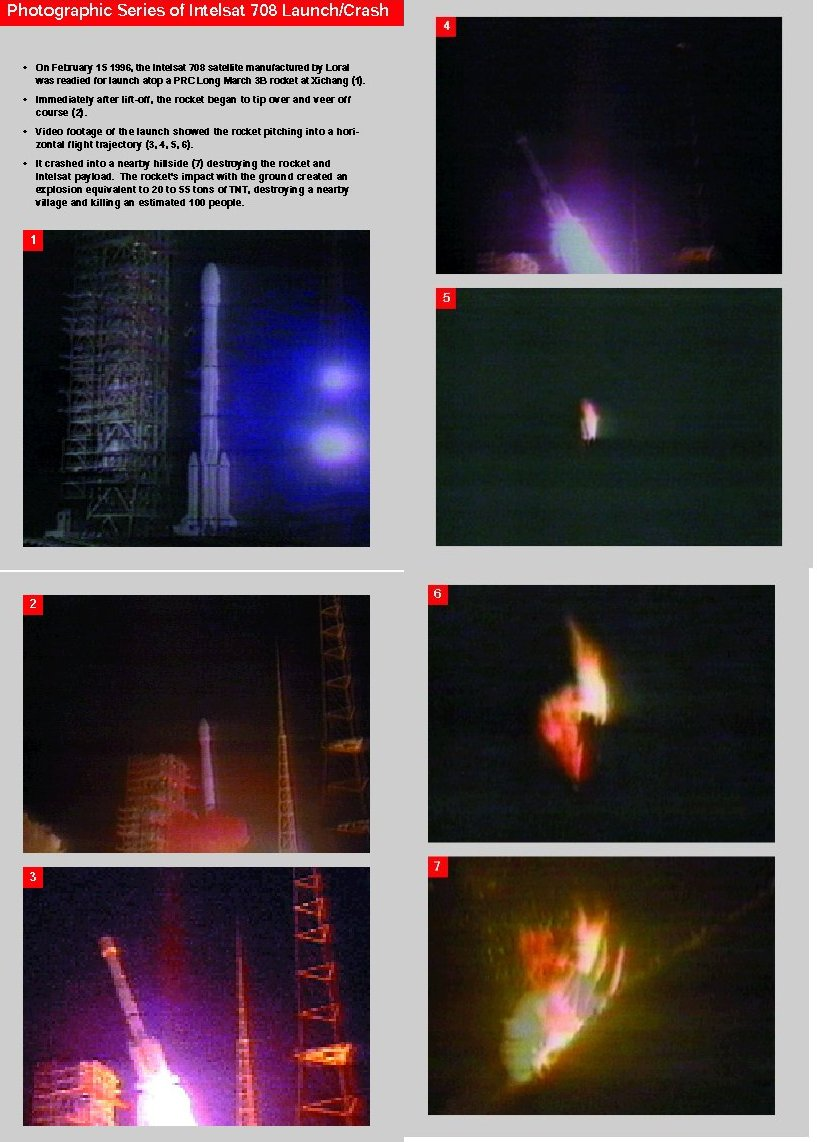
1996年2月长三乙的失事过程

1996年2月15日，长三乙在其首次发射中失利，起飞约2秒后由于导航系统故障导致火箭在飞行中倾斜翻側，约22秒后头部撞到离发射架1850米处的山坡上，发生猛烈爆炸。在事故中星箭全损，基本没有留下大件残骸，并造成6人死亡，57人受傷，毁伤發射基地居住區房屋80余间，是为中国航天史上伤亡最严重的事故。故障原因后查明为惯性基准大回路裡的一个电子元件失效，造成惯性基准无输出。
1997年8月20日，长三乙成功将亚洲地区功率最大，重达3770kg的菲律宾马部海一号通讯卫星送入轨道。其后长三乙还承担了众多通信卫星的发射任务，为中国、尼日利亚、委内瑞拉、印度尼西亚、巴基斯坦、法国等地研发的卫星提供了发射服务。
长三乙增強型火箭从2007年首次发射以来取得23次发射23次成功的佳绩，重新树立了该火箭的口碑。
2009年8月31日，发射印度尼西亚帕拉帕D(Palapa-D)通信卫星的途中出现发射故障。当天北京时间17时28分，长三乙火箭从中国西昌卫星发射中心发射升空，火箭一、二级飞行正常，三级二次点火后出现异常情况，未能将该卫星送入预定轉移轨道。一二级残骸于17点36分坠落在湖南省绥宁县境内，未造成人员伤亡。所幸卫星于当日23时捕获，状态正常，通过在9月1日后实施变轨到达预定轨道。
2013年12月2日1时30分，长三乙改进Ⅲ型火箭实现零窗口发射，成功将中国首个月面软着陆器嫦娥三号与月球车玉兔號送入近地点210公里，远地点约37万公里的地月转移轨道。中国中央电视台直播了此次发射，这也是自1996年发射失败之后长三乙的首次电视直播发射。
2013年12月21日0时42分，中国在西昌卫星发射中心用长征三号乙改进Ⅱ型运载火箭，成功将玻利维亚通信卫星发射升空，卫星顺利进入预定轨道。玻利维亚通信卫星是玻利维亚拥有的第一颗卫星。玻利维亚总统莫拉莱斯专程来到西昌卫星发射中心，现场观看了卫星发射。这是外国国家元首首次到中国航天发射场观看卫星发射。
2017年6月19日，中國航天科技集團公司公布，中国先前在西昌卫星发射中心用长征三号乙运载火箭发射中星9A广播电视直播卫星，發射過程中，火箭三級工作異常，衛星未能進入預定軌道，據悉衛星還能操作，已經先採取了處置措施。
2019年4月20日22时41分，长征三号乙遥五十九运载火箭将北斗导航卫星成功送入预定轨道，这是长征三号甲系列运载火箭（包括长三甲、长三乙和长三丙）的第100次发射。
2020年4月9日19时46分，长征三号乙运载火箭发射印度尼西亚PALAPA-N1卫星失利，火箭一、二级飞行正常，三级工作异常，火箭三级及卫星残骸坠落，星箭组合体于关岛附近海域再入大气层解体的亮光被当地民众拍下。
2020年6月23日09时43分，长征三号乙运载火箭发射北斗三号系列最后一颗卫星，期间央视旗下包括CCTV4在内多个频道对其进行了直播，这也是继2013年嫦娥3号之后的第一次对CZ-3B发射进行完整直播，该次发射原定于同月16日，但由于第三级YF-75引擎突发质量问题而不得不推迟计划

## 残骸坠落
2022年4月2日夜晚，印度维达婆部分地区以及古吉拉特邦和中央邦的民众都观察到天空出现火箭碎片造成的炽热光迹。随后在钱德拉普尔区的辛德瓦希的两个村庄内发现部分残骸。在辛德瓦希的Ladbori村的村民发现一个重达约40公斤，直径为2到3米的铁环形残骸。另一个重达约10公斤圆形金属球残骸则坠落在Pawanpur村附近的一个干涸的池塘里。后续在相同地区的搜查中又发现5个圆形状残骸。根据Pawanpur村民的描述，他们正准备举办社区盛宴时，约7点45分左右听到巨响，一个残骸坠落在距离民屋只有几英尺的地方，引发了村民的恐慌。印度空间研究组织（ISRO）于4月4日引述美国太空总署的最新轨道信息，推测残骸的型号来自2021年2月4日发射的中国长征3号火箭「遥七十七」。

## 发射记录

### 发射列表
| 飞行次序             | 火箭序号 | 火箭型号 | 上面級          | 起飞时间（UTC+8）                  | 发射工位                | 有效载荷                  | 卫星轨道         | 发射结果                          |
| -------------------- | -------- | -------- | --------------- | ---------------------------------- | ----------------------- | ------------------------- | ---------------- | --------------------------------- |
| 1                    | 遥一     | 標準型   |                 | 1996年2月15日 03时01分07.171秒     | 西昌卫星发射中心2号工位 | 国际通信卫星708号         | 地球同步转移轨道 | 失败 控制系统惯性基准无输出       |
| 2                    | 遥二     | 標準型   |                 | 1997年8月20日                      | 西昌卫星发射中心2号工位 | 菲律賓马部海一号          | 超同步转移轨道   | 成功                              |
| 3                    | 遥三     | 標準型   |                 | 1997年10月17日                     | 西昌卫星发射中心2号工位 | 亚太二号R                 | 超同步转移轨道   | 成功                              |
| 4                    | 遥五     | 標準型   |                 | 1998年5月30日                      | 西昌卫星发射中心2号工位 | 中星五号A                 | 超同步转移轨道   | 成功                              |
| 5                    | 遥四     | 標準型   |                 | 1998年7月18日                      | 西昌卫星发射中心2号工位 | 中星五号B                 | 地球同步转移轨道 | 成功                              |
| 6                    | 遥六     | 標準型   |                 | 2005年4月12日                      | 西昌卫星发射中心2号工位 | 亚太六号                  | 超同步转移轨道   | 成功                              |
| 7                    | 遥七     | 標準型   |                 | 2006年10月29日                     | 西昌卫星发射中心2号工位 | 鑫诺二号                  | 地球同步转移轨道 | 成功                              |
| 8                    | 遥九     | 改進Ⅱ型  |                 | 2007年5月14日                      | 西昌卫星发射中心2号工位 | 奈及利亞通信卫星一号      | 超同步转移轨道   | 成功                              |
| 9                    | 遥十     | 標準型   |                 | 2007年6月30日                      | 西昌卫星发射中心2号工位 | 中星六号B                 | 超同步转移轨道   | 成功                              |
| 10                   | 遥十一   | 標準型   |                 | 2008年6月9日                       | 西昌卫星发射中心2号工位 | 中星九号                  | 超同步转移轨道   | 成功                              |
| 11                   | 遥十二   | 改進Ⅱ型  |                 | 2008年10月30日                     | 西昌卫星发射中心2号工位 | 委內瑞拉通信卫星一号      | 超同步转移轨道   | 成功                              |
| 12                   | 遥八     | 標準型   |                 | 2009年8月31日                      | 西昌卫星发射中心2号工位 | 印度尼西亞帕拉帕-D        | 超同步转移轨道   | 部分失败 三级二次点火异常         |
| 13                   | 遥十三   | 改進Ⅱ型  |                 | 2010年9月5日                       | 西昌卫星发射中心2号工位 | 中星六号A                 | 超同步转移轨道   | 成功                              |
| 14                   | 遥二十   | 改進Ⅱ型  |                 | 2011年6月21日                      | 西昌卫星发射中心2号工位 | 中星十号                  | 超同步转移轨道   | 成功                              |
| 15                   | 遥十九   | 改進Ⅱ型  |                 | 2011年8月12日                      | 西昌卫星发射中心2号工位 | 巴基斯坦通信卫星1R        | 超同步转移轨道   | 成功                              |
| 16                   | 遥十六   | 改進Ⅲ型  |                 | 2011年9月19日                      | 西昌卫星发射中心2号工位 | 中星一号A                 | 地球同步转移轨道 | 成功                              |
| 17                   | 遥十八   | 改進Ⅱ型  |                 | 2011年10月7日                      | 西昌卫星发射中心2号工位 | 欧洲通信卫星W3C           | 地球同步转移轨道 | 成功                              |
| 18                   | 遥二十一 | 改進Ⅱ型  |                 | 2011年12月20日                     | 西昌卫星发射中心2号工位 | 奈及利亞通信卫星1R        | 超同步转移轨道   | 成功                              |
| 19                   | 遥二十一 | 改進Ⅱ型  |                 | 2012年3月31日                      | 西昌卫星发射中心2号工位 | 亚太七号                  | 超同步转移轨道   | 成功                              |
| 20                   | 遥十四   | 改進Ⅰ型  |                 | 2012年4月30日                      | 西昌卫星发射中心2号工位 | 北斗二号M3 北斗二号M4     | 中地球转移轨道   | 成功                              |
| 21                   | 遥十七   | 改進Ⅲ型  |                 | 2012年5月26日                      | 西昌卫星发射中心2号工位 | 中星二号A                 | 地球同步转移轨道 | 成功                              |
| 22                   | 遥十五   | 改進Ⅰ型  |                 | 2012年9月19日                      | 西昌卫星发射中心2号工位 | 北斗二号M5 北斗二号M6     | 中地球转移轨道   | 成功                              |
| 23                   | 遥二十四 | 改進Ⅱ型  |                 | 2012年11月27日                     | 西昌卫星发射中心2号工位 | 中星十二号                | 超同步转移轨道   | 成功                              |
| 24                   | 遥二十五 | 改進Ⅱ型  |                 | 2013年5月2日                       | 西昌卫星发射中心2号工位 | 中星十一号                | 超同步转移轨道   | 成功                              |
| 25                   | 遥二十三 | 改進Ⅲ型  |                 | 2013年12月2日                      | 西昌卫星发射中心2号工位 | 嫦娥三号                  | 地月转移轨道     | 成功                              |
| 26                   | 遥二十七 | 改進Ⅱ型  |                 | 2013年12月21日                     | 西昌卫星发射中心2号工位 | 玻利维亚通信卫星          | 超同步转移轨道   | 成功                              |
| 27                   | 遥二十六 | 改進ⅢZ型 | 远征一号 遥二   | 2015年7月25日                      | 西昌卫星发射中心2号工位 | 北斗三号M1-S 北斗三号M2-S | 中地球轨道       | 成功                              |
| 28                   | 遥三十二 | 改進Ⅱ型  |                 | 2015年9月12日 23时42分             | 西昌卫星发射中心2号工位 | 通信技术试验卫星一号      | 地球同步转移轨道 | 成功                              |
| 29                   | 遥三十三 | 改進Ⅱ型  |                 | 2015年9月30日                      | 西昌卫星发射中心3号工位 | 北斗三号I2-S              | 地球同步转移轨道 | 成功                              |
| 30                   | 遥三十六 | 改進Ⅱ型  |                 | 2015年10月17日                     | 西昌卫星发射中心2号工位 | 亚太九号                  | 超同步转移轨道   | 成功                              |
| 31                   | 遥三十四 | 改進Ⅲ型  |                 | 2015年11月4日                      | 西昌卫星发射中心3号工位 | 中星二号C                 | 地球同步转移轨道 | 成功                              |
| 32                   | 遥三十八 | 改進Ⅱ型  |                 | 2015年11月21日                     | 西昌卫星发射中心2号工位 | 通信卫星一号              | 超同步转移轨道   | 成功                              |
| 33                   | 遥三十一 | 改進Ⅲ型  |                 | 2015年12月10日                     | 西昌卫星发射中心3号工位 | 中星一号C                 | 地球同步转移轨道 | 成功                              |
| 34                   | 遥三十七 | 改進Ⅱ型  |                 | 2015年12月29日                     | 西昌卫星发射中心2号工位 | 高分四号                  | 地球同步转移轨道 | 成功                              |
| 35                   | 遥二十九 | 改進Ⅱ型  |                 | 2016年1月16日                      | 西昌卫星发射中心3号工位 | 白俄羅斯通信卫星一号      | 超同步转移轨道   | 成功                              |
| 36                   | 遥三十五 | 改進Ⅲ型  |                 | 2016年8月6日                       | 西昌卫星发射中心3号工位 | 天通一号01星              | 地球同步转移轨道 | 成功                              |
| 37                   | 遥四十二 | 改进Ⅲ型  |                 | 2016年12月11日 00时11分04秒        | 西昌卫星发射中心3号工位 | 风云四号A星               | 地球同步转移轨道 | 成功                              |
| 38                   | 遥三十九 | 改进Ⅱ型  |                 | 2017年1月5日 23时18分              | 西昌卫星发射中心2号工位 | 通信技术试验卫星二号      | 地球同步转移轨道 | 成功                              |
| 39                   | 遥四十三 | 改进Ⅱ型  |                 | 2017年4月12日 19时04分             | 西昌卫星发射中心2号工位 | 中星十六号                | 超同步转移轨道   | 成功                              |
| 40                   | 遥二十八 | 改进Ⅱ型  |                 | 2017年6月19日                      | 西昌卫星发射中心2号工位 | 中星九号A                 | 地球同步转移轨道 | 部分失败 三级工作异常             |
| 41                   | 遥四十六 | 改进ⅢZ型 | 远征一号 遥四   | 2017年11月5日 19时45分             | 西昌卫星发射中心2号工位 | 北斗三号M1 北斗三号M2     | 中地球轨道       | 成功                              |
| 42                   | 遥四十   | 改进Ⅱ型  |                 | 2017年12月11日 00时40分            | 西昌卫星发射中心2号工位 | 阿尔及利亚一号通信卫星    | 超同步转移轨道   | 成功                              |
| 43                   | 遥四十五 | 改进ⅢZ型 | 远征一号 遥五   | 2018年1月12日 07时18分             | 西昌卫星发射中心2号工位 | 北斗三号M7 北斗三号M8     | 中地球轨道       | 成功                              |
| 44                   | 遥四十七 | 改进ⅢZ型 | 远征一号 遥六   | 2018年2月12日 13时03分             | 西昌卫星发射中心2号工位 | 北斗三号M3 北斗三号M4     | 中地球轨道       | 成功                              |
| 45                   | 遥四十八 | 改进ⅢZ型 | 远征一号 遥七   | 2018年3月30日 01时56分             | 西昌卫星发射中心2号工位 | 北斗三号M9 北斗三号M10    | 中地球轨道       | 成功                              |
| 46                   | 遥五十五 | 改进Ⅱ型  |                 | 2018年5月4日 00时06分              | 西昌卫星发射中心2号工位 | 亚太6C                    | 超同步转移轨道   | 成功                              |
| 47                   | 遥四十九 | 改进ⅢZ型 | 远征一号 遥八   | 2018年7月29日 09时48分             | 西昌卫星发射中心3号工位 | 北斗三号M5 北斗三号M6     | 中地球轨道       | 成功                              |
| 48                   | 遥五十   | 改进ⅢZ型 | 远征一号 遥九   | 2018年8月25日 07时52分             | 西昌卫星发射中心3号工位 | 北斗三号M11 北斗三号M12   | 中地球轨道       | 成功                              |
| 49                   | 遥五十一 | 改进ⅢZ型 | 远征一号 遥十   | 2018年9月19日 22时07分             | 西昌卫星发射中心2号工位 | 北斗三号M13 北斗三号M14   | 中地球轨道       | 成功                              |
| 50                   | 遥五十二 | 改进ⅢZ型 | 远征一号 遥十一 | 2018年10月15日 12时23分            | 西昌卫星发射中心3号工位 | 北斗三号M15 北斗三号M16   | 中地球轨道       | 成功                              |
| 51                   | 遥四十一 | 改进Ⅲ型  |                 | 2018年11月1日 23时57分             | 西昌卫星发射中心2号工位 | 北斗三号G1                | 地球静止轨道     | 成功                              |
| 52                   | 遥五十三 | 改进ⅢZ型 | 远征一号 遥十二 | 2018年11月19日 02时07分            | 西昌卫星发射中心3号工位 | 北斗三号M17 北斗三号M18   | 中地球轨道       | 成功                              |
| 53                   | 遥三十   | 改进Ⅱ型  |                 | 2018年12月8日 02时23分             | 西昌卫星发射中心2号工位 | 嫦娥四号                  | 地月转移轨道     | 成功                              |
| 54                   | 遥五十六 | 改进Ⅲ型  |                 | 2019年1月11日 01时11分             | 西昌卫星发射中心2号工位 | 中星2D                    | 地球同步转移轨道 | 成功                              |
| 55                   | 遥五十四 | 改进Ⅲ型  |                 | 2019年3月10日 00时28分             | 西昌卫星发射中心3号工位 | 中星6C                    | 地球同步转移轨道 | 成功                              |
| 56                   | 遥四十四 | 改进Ⅲ型  |                 | 2019年3月31日 23时51分             | 西昌卫星发射中心2号工位 | 天链二号01星              | 地球同步转移轨道 | 成功                              |
| 57                   | 遥五十九 | 改进Ⅲ型  |                 | 2019年4月20日 22时41分             | 西昌卫星发射中心3号工位 | 北斗三号IGSO1             | 地球同步转移轨道 | 成功                              |
| 58                   | 遥六十   | 改进Ⅲ型  |                 | 2019年6月25日 02时09分             | 西昌卫星发射中心3号工位 | 北斗三号IGSO2             | 地球同步转移轨道 | 成功                              |
| 59                   | 遥五十八 | 改进Ⅱ型  |                 | 2019年8月19日 20时03分             | 西昌卫星发射中心2号工位 | 中星18号                  | 地球同步转移轨道 | 成功 卫星工作异常                 |
| 60                   | 遥六十五 | 改进ⅢZ型 | 远征一号 遥十三 | 2019年9月23日 05时10分             | 西昌卫星发射中心2号工位 | 北斗三号M23 北斗三号M24   | 中地球轨道       | 成功                              |
| 61                   | 遥五十七 | 改进Ⅲ型  |                 | 2019年10月17日 23时21分            | 西昌卫星发射中心3号工位 | 通信技术试验卫星四号      | 地球同步转移轨道 | 成功                              |
| 62                   | 遥六十一 | 改进Ⅲ型  |                 | 2019年11月5日 01时43分             | 西昌卫星发射中心2号工位 | 北斗三号IGSO3             | 地球同步转移轨道 | 成功                              |
| 63                   | 遥六十六 | 改进ⅢZ型 | 远征一号 遥十四 | 2019年11月23日 08时55分            | 西昌卫星发射中心3号工位 | 北斗三号M21 北斗三号M22   | 中地球轨道       | 成功                              |
| 64                   | 遥六十七 | 改进ⅢZ型 | 远征一号 遥十五 | 2019年12月16日 15时22分            | 西昌卫星发射中心3号工位 | 北斗三号M19 北斗三号M20   | 中地球轨道       | 成功                              |
| 65                   | 遥六十二 | 改进Ⅲ型  |                 | 2020年1月7日 23时20分              | 西昌卫星发射中心2号工位 | 通信技术试验卫星五号      | 地球同步转移轨道 | 成功                              |
| 66                   | 遥六十九 | 改进Ⅲ型  |                 | 2020年3月9日 19时55分              | 西昌卫星发射中心2号工位 | 北斗三号G2                | 地球静止轨道     | 成功                              |
| 67                   | 遥七十一 | 改进Ⅱ型  |                 | 2020年4月9日 19时46分              | 西昌卫星发射中心2号工位 | 印度尼西亞帕拉帕-N1       | 地球同步转移轨道 | 失败 三级点火器失效               |
| 68                   | 遥六十八 | 改进Ⅲ型  |                 | 2020年6月23日 09时43分             | 西昌卫星发射中心2号工位 | 北斗三号G3                | 地球同步转移轨道 | 成功                              |
| 69                   | 遥六十四 | 改进Ⅱ型  |                 | 2020年7月9日 20时11分04秒          | 西昌卫星发射中心3号工位 | 亚太6D（深圳星）          | 地球同步转移轨道 | 成功 东方红4号增强版首飞          |
| 70                   | 遥六十三 | 改进Ⅲ型  |                 | 2020年10月12日 00时57分            | 西昌卫星发射中心2号工位 | 高分十三号                | 地球同步转移轨道 | 成功                              |
| 71                   | 遥七十三 | 改进Ⅲ型  |                 | 2020年11月12日 23时59分04秒058毫秒 | 西昌卫星发射中心2号工位 | 天通一号02星              | 地球同步转移轨道 | 成功                              |
| 72                   | 遥七十   | 改进Ⅴ型  |                 | 2020年12月6日 11时58分14秒250毫秒  | 西昌卫星发射中心3号工位 | 高分十四号卫星            | 太阳同步轨道     | 成功                              |
| 73                   | 遥七十四 | 改进Ⅲ型  |                 | 2021年1月20日 00时25分04秒723毫秒  | 西昌卫星发射中心2号工位 | 天通一号03星              | 地球同步转移轨道 | 成功                              |
| 74                   | 遥七十七 | 改进Ⅱ型  |                 | 2021年2月4日 23时36分04秒286毫秒   | 西昌卫星发射中心3号工位 | 通信技术试验卫星六号      | 地球同步转移轨道 | 成功                              |
| 75                   | 遥七十二 | 改进Ⅲ型  |                 | 2021年6月3日 0时17分04秒273毫秒    | 西昌卫星发射中心2号工位 | 风云四号02星              | 地球同步转移轨道 | 成功                              |
| 76                   | 遥七十六 | 改进Ⅲ型  |                 | 2021年8月6日 0时30分04秒926毫秒    | 西昌卫星发射中心2号工位 | 中星2E卫星                | 地球同步转移轨道 | 成功                              |
| 77                   | 遥七十八 | 改进Ⅱ型  |                 | 2021年8月24日 23时41分             | 西昌卫星发射中心3号工位 | 通信技术试验卫星七号      | 地球同步转移轨道 | 成功                              |
| 78                   | 遥八十六 | 改进Ⅱ型  |                 | 2021年9月9日 19时50分              | 西昌卫星发射中心2号工位 | 中星9B卫星                | 地球同步转移轨道 | 成功                              |
| 79                   | 遥八十一 | 改进Ⅱ型  |                 | 2021年9月27日 16时20分             | 西昌卫星发射中心3号工位 | 试验十号                  | 地球同步转移轨道 | 成功 初期卫星工况异常其後搶救成功 |
| 80                   | 遥八十三 | 改进Ⅱ型  |                 | 2021年10月24日 09时27分03.780秒    | 西昌卫星发射中心2号工位 | 实践二十一号卫星          | 地球同步转移轨道 | 成功                              |
| 81                   | 遥七十九 | 改进Ⅲ型  |                 | 2021年11月27日 0时40分             | 西昌卫星发射中心2号工位 | 中星1D卫星                | 地球同步转移轨道 | 成功                              |
| 82                   | 遥八十二 | 改进Ⅲ型  |                 | 2021年12月14日 0时09分             | 西昌卫星发射中心3号工位 | 天链二号02星              | 地球同步转移轨道 | 成功                              |
| 83                   | 遥八十四 | 改进Ⅲ型  |                 | 2021年12月30日 0时43分03秒         | 西昌卫星发射中心2号工位 | 通信技术试验卫星九号      | 地球同步转移轨道 | 成功                              |
| 84                   | 遥八十九 | 改进Ⅲ型  |                 | 2022年4月15日 20时00分             | 西昌卫星发射中心2号工位 | 中星6D卫星                | 地球同步转移轨道 | 成功                              |
| 85                   | 遥八十五 | 改进Ⅲ型  |                 | 2022年7月13日 0时30分              | 西昌卫星发射中心2号工位 | 天链二号03星              | 地球同步转移轨道 | 成功                              |
| 86                   | 遥九十一 | 改进Ⅱ型  |                 | 2022年11月5日 19时50分             | 西昌卫星发射中心2号工位 | 中星19卫星                | 地球同步转移轨道 | 成功                              |
| 87                   | 遥八十八 | 改进Ⅱ型  |                 | 2022年12月29日 12时43分            | 西昌卫星发射中心2号工位 | 试验十号02星              | 地球同步转移轨道 | 成功                              |
| 88                   | 遥九十三 | 改进Ⅱ型  |                 | 2023年2月23日 19时49分             | 西昌卫星发射中心2号工位 | 中星26号卫星              | 地球同步转移轨道 | 成功                              |
| 89                   | 遥九十   | 改进Ⅱ型  |                 | 2023年3月17日 16时33分             | 西昌卫星发射中心2号工位 | 高分十三号02星            | 地球同步转移轨道 | 成功                              |
| 90                   | 遥八十七 | 改进Ⅲ型  |                 | 2023年5月17日 10时49分             | 西昌卫星发射中心2号工位 | 北斗三号G4星              | 地球同步转移轨道 | 成功                              |
| 91                   | 遥九十二 | 改进Ⅱ型  |                 | 2023年8月13日 1时26分              | 西昌卫星发射中心2号工位 | 陆地探测四号A             | 地球同步转移轨道 | 成功                              |
| 92                   | 遥九十四 | 改进Ⅱ型  |                 | 2023年11月9日 19时23分             | 西昌卫星发射中心2号工位 | 中星6E卫星                | 地球同步转移轨道 | 成功                              |
| 93                   | 遥七十五 | 改进Ⅱ型  | 远征一号 遥十六 | 2023年12月26日 11时26分            | 西昌卫星发射中心2号工位 | 北斗三号M26 北斗三号M28   | 中地球轨道       | 成功                              |
| 94                   | 遥九十五 | 改进Ⅱ型  |                 | 2024年2月29日 21时03分             | 西昌卫星发射中心2号工位 | 卫星互联网高轨卫星01星    | 地球同步转移轨道 | 成功                              |
| 95                   | 遥九十六 | 改进Ⅱ型  |                 | 2024年5月9日 9时43分               | 西昌卫星发射中心2号工位 | 智慧天网一号01星(A/B)     | 中地球轨道       | 成功                              |
| 96                   | 遥九十八 | 改进Ⅱ型  |                 | 2024年5月30日 20时12分             | 西昌卫星发射中心2号工位 | 巴基斯坦多任务通信卫星    | 地球同步转移轨道 | 成功                              |
| 97                   | 遥九十七 | 改进Ⅱ型  |                 | 2024年8月1日 21时14分              | 西昌卫星发射中心2号工位 | 卫星互联网高轨卫星02星    | 地球同步转移轨道 | 成功                              |
| 98                   | 遥八十   | 改进Ⅱ型  | 远征一号 遥十七 | 2024年9月19日 9时14分              | 西昌卫星发射中心2号工位 | 北斗三号M25 北斗三号M27   | 中地球轨道       | 成功                              |
| 99                   | 遥一百   | 改进Ⅱ型  |                 | 2024年10月10日 21时50分            | 西昌卫星发射中心2号工位 | 卫星互联网高轨卫星03星    | 地球同步转移轨道 | 成功                              |
| 100                  | 遥一〇三 | 改进Ⅱ型  |                 | 2024年12月3日 13时56分             | 西昌卫星发射中心3号工位 | 通信技术试验卫星十三号    | 高椭圆轨道       | 成功                              |
| 101                  | 遥九十九 | 改进Ⅱ型  |                 | 2024年12月20日 23时12分            | 西昌卫星发射中心2号工位 | 通信技术试验卫星十二号    | 地球同步转移轨道 | 成功                              |
| 102                  | 遥一〇四 | 改进Ⅱ型  |                 | 2025年1月7日 04时00分              | 西昌卫星发射中心3号工位 | 实践二十五号              | 地球同步转移轨道 | 成功                              |
| 103                  | 遥一〇五 | 改进Ⅱ型  |                 | 2025年1月23日 23时32分             | 西昌卫星发射中心2号工位 | 通信技术试验卫星十四号    | 地球同步转移轨道 | 成功                              |
| 104                  | 遥一〇一 | 改进Ⅱ型  |                 | 2025年2月22日 20时11分             | 西昌卫星发射中心2号工位 | 中星10R卫星               | 地球同步转移轨道 | 成功                              |
| 105                  |          | 改进Ⅱ型  |                 | 2025年3月10日 01时17分             | 西昌卫星发射中心3号工位 | 通信技术试验卫星十五号    | 地球同步转移轨道 | 成功                              |
| 106                  |          | 改进Ⅱ型  |                 | 2025年3月26日 23时55分             | 西昌卫星发射中心2号工位 | 天链二号04星              | 地球同步转移轨道 | 成功                              |
| 107                  |          | 改进Ⅱ型  |                 | 2025年4月11日 00时47分             | 西昌卫星发射中心3号工位 | 通信技术试验卫星十七号    | 地球同步转移轨道 | 成功                              |
| 108                  |          | 改进Ⅱ型  |                 | 2025年4月27日 23时54分             | 西昌卫星发射中心2号工位 | 天链二号05星              | 地球同步转移轨道 | 成功                              |
| 109                  | 遥一一〇 | 改进Ⅱ型  |                 | 2025年5月29日 01时31分             | 西昌卫星发射中心2号工位 | 天问二号                  | 日心轨道         | 成功                              |
| 110                  |          | 改进Ⅱ型  |                 | 2025年6月20日 20时37分             | 西昌卫星发射中心2号工位 | 中星9C卫星                | 地球同步转移轨道 | 成功                              |
| \| 成功率：96.36% \| |          |          |                 |                                    |                         |                           |                  |                                   |
| 成功率：96.36%       |          |          |                 |                                    |                         |                           |                  |                                   |

### 数据统计
- 成功
- 计划
- 部分成功
- 失利